# Witoldów (powiat łaski)
Witoldów – wieś w Polsce położona w województwie łódzkim, w powiecie łaskim, w gminie Widawa.
W latach 1975–1998 miejscowość należała administracyjnie do województwa sieradzkiego.
Przez miejscowość przebiega droga wojewódzka nr 481.